# Ian Wright (Ruderer)
Ian Wright (* 9. Dezember 1961 in Wanganui, Neuseeland) ist ein ehemaliger neuseeländischer Ruderer und heutiger Rudertrainer.
Wright gewann bei den Olympischen Sommerspielen 1988 in Seoul die Bronzemedaille im Vierer mit Steuermann, gemeinsam mit George Keys, Gregory Johnston, Christopher White und Andrew Bird. Bei den Olympischen Sommerspielen 1992 in Barcelona wurde er im gleichen Wettbewerb Elfter, 1996 in Atlanta im Vierer ohne Steuermann Dreizehnter.
Bei den Commonwealth Games 1986 in Edinburgh gewann er im Zweier ohne Steuermann mit Barrie Mabbott Silber und Bronze im Achter. Seine einzige Weltmeisterschaftsmedaille gewann er im Vierer ohne Steuermann 1989 im damals jugoslawischen Bled.
Heute ist Wright Rudertrainer. Nach der Betreuung der neuseeländischen U23-Ruderer mit zwei Weltmeisterschaftstiteln im Achter wechselte er im Frühjahr 2015 zum Schweizerischen Ruderverband als Headcoach Olympiaprojekte. Mit dem Leichtgewichts-Vierer ohne Steuermann (Mario Gyr, Simon Niepmann, Simon Schürch und Lucas Tramèr) wurde er 2015 und 2016 Europameister, 2015 auch Weltmeister und schließlich 2016 in Rio de Janeiro Olympiasieger.